# Le Ménil-Scelleur
Le Ménil-Scelleur é uma comuna francesa na região administrativa da Normandia, no departamento Orne. Estende-se por uma área de 5,44 km². Em 2010 a comuna tinha 88 habitantes (densidade: 16,2 hab./km²).